# Zubo
Zubo es un videojuego de acción rítmico desarrollado por EA Bright Light para Nintendo DS. El juego fue lanzado en octubre de 2008 en Europa y Australia, enero de 2009 en Japón y marzo de 2009 en Estados Unidos.

## Argumento
Zubo se desarrolla en el mundo de Zubalon, que está habitado por criaturas amistosas llamadas Zubos. Zubalon está bajo el control de Engreído y su ejército de Zombos, clones malvados de Zubos. El jugador debe aliarse con los zubos para salvar Zubalon.
1. ↑  https://www.metacritic.com/game/ds/zubo
2. ↑  https://www.ign.com/articles/2008/06/20/what-is-zubo

- Datos: Q8074948